# Gare de Vernier
La gare de Vernier est une gare ferroviaire située sur la commune de Vernier, dans le Canton de Genève ouverte lors de la mise en service de la ligne de chemin de fer Lyon-Perrache à Genève. Anciennement, cette gare s'appelait Cointrin.

## Situation ferroviaire
Établie à 428 mètres d'altitude, la gare de Vernier est située au point kilométrique (PK) 163,100 de la ligne de Châtelaine (bif) à la frontière vers Bellegarde entre les gares de Vernier-Meyrin Cargo et Genève-Cornavin.

## Historique
Comme pour la gare de Genève, de Vernier-Meyrin Cargo et de La Plaine, la gare de Vernier est construite en 1857 par la compagnie de chemin de fer de Lyon à Genève qui fusionnera avec la Compagnie PLM (Paris-Lyon-Marseille), selon les plans de l'architecte Raymond Grillot et correspond au modèle-type des gares de troisième ordre de cette ligne, c'est-à-dire une construction en maçonnerie, deux niveaux avec au rez, le service et à l'étage, l'appartement. Les combles sont également aménagés.
La ligne de chemin de fer de Lyon à Genève est inaugurée le 16 mars 1858 et deux jours plus tard suit l'ouverture à l'exploitation commerciale. Cette ligne de chemin de fer est la première à desservir la gare de Genève, et dès le début, elle est construite à double voie. Elle est électrifiée en 1956 selon les normes françaises, soit sous une tension de 1 500 V à courant continu. Bien que desservie par la SNCF, la ligne Genève − La Plaine est nationalisée en 1913, après la création des CFF.
D'autres arrêts sont également construits : celui de Meyrin Vieux-Bureaux ainsi que l'arrêt Satigny. En 2023, la gare sera rénovée dans le cadre du Léman Express, avec des quais rallongés et rehaussés pour faciliter l'accès aux personnes à mobilité réduite. Une passerelle d'accès destinée aux piétons et modes doux sera créée au dessus de la route de Pré-Bois.

## Service des voyageurs

### Accueil
La gare est composée de deux quais latéraux encadrant les deux voies reliés entre eux par un passage souterrain, et accessible depuis le nord par le chemin de Champs-Prévost.

### Desserte
La gare est desservie par les trains Léman Express L5 et L6 reliant les gares de Genève-Cornavin à respectivement celles de La Plaine et Bellegarde (France).
Les anciennes appellations commerciales françaises et suisses sont abandonnées au profit de Léman Express et des indices de lignes définitifs dès le 9 décembre 2018 : L5 (Genève-La Plaine) et L6 (Genève-Bellegarde).

### Intermodalité
La gare est desservie, moyennant un peu de marche à pied, par les arrêts Vernier, gare/Croisette et Vernier, gare/Renfile, permettant la desserte suivante :
- De façon directe à l'arrêt Vernier, gare/Renfile par les lignes 23, 53, 57, 68, Aérobus A1, A4 et A6 ;
- À distance à l'arrêt Vernier, gare/Croisette par les lignes 6, 19, 53 et 57.

La gare est située à plus de 400 m de la station de tramway Vernier, Blandonnet des lignes 14 et 18 du tramway de Genève.